# Гущенков, Валентин Петрович
Валентин Петрович Гущенков — советский хозяйственный и государственный деятель, лауреат Государственной премии СССР за выдающиеся достижения в труде.

## Биография
Родился в 1930 году в Псковской области в крестьянской семье. Член КПСС.
В 1945—1957 — тракторист колхозов и МТС в Псковской области.
В 1957—1961 — механизатор, водитель завода «Трубосталь» в Ленинграде.
В 1961—1991 — тракторист, звеньевой механизированного звена по выращиванию корнеплодов, звеньевой механизированного звена по выращиванию кормовых культур совхоза «Детскосельский».
За увеличение производства высококачественных кормов, освоение и внедрение прогрессивных технологий и высокоэффективное использование техники был в составе коллектива удостоен Государственной премии СССР за выдающиеся достижения в труде 1984 года.
Жил в Санкт-Петербурге.

## Награды
- Орден Трудового Красного Знамени
- Орден Знак Почёта